# John B. O'Brien
John B. O'Brien (Roanoke, 13 dicembre 1884 – Los Angeles, 15 agosto 1936) è stato un attore e regista statunitense.
Usò anche il nome J.B. O'Brien.

## Biografia
Attore e regista del cinema muto, girò nella sua carriera quasi un centinaio di pellicole come attore, iniziando a lavorare nel 1909 con l'Essanay di Gilbert M. 'Broncho Billy' Anderson con il quale girò fino al 1911 tutti i suoi primi film. Diresse, dal 1912 al 1926, cinquantacinque film. Fu anche, saltuariamente, produttore e sceneggiatore.
Morì a Los Angeles il 15 agosto 1936 all'età di 51 anni.

## Filmografia
La filmografia è completa. Quando manca il nome del regista, questo non viene riportato nei titoli

### Attore
- The Best Man Wins, regia di Gilbert M. 'Broncho Billy' Anderson – cortometraggio (1909)
- His Reformation, regia di Gilbert M. 'Broncho Billy' Anderson – cortometraggio (1909)
- The Ranchman's Rival, regia di Gilbert M. 'Broncho Billy' Anderson – cortometraggio (1909)
- The Heart of a Cowboy, regia di Gilbert M. 'Broncho Billy' Anderson – cortometraggio (1909)
- Electric Insoles, regia di Gilbert M. 'Broncho Billy' Anderson – cortometraggio (1910)
- Won by a Hold-Up, regia di Gilbert M. 'Broncho Billy' Anderson (1910)
- The Outlaw's Sacrifice, regia di Gilbert M. 'Broncho Billy' Anderson (1910)
- The Cowboy and the Squaw, regia di Gilbert M. 'Broncho Billy' Anderson (1910)
- The Mexican's Faith, regia di Gilbert M. 'Broncho Billy' Anderson (1910)
- Method in His Madness, regia di Gilbert M. 'Broncho Billy' Anderson (1910)
- The Girl and the Fugitive, regia di Gilbert M. 'Broncho Billy' Anderson (1910)
- A Ranchman's Wooing, regia di Gilbert M. 'Broncho Billy' Anderson (1910)
- The Ranger's Bride, regia di Gilbert M. 'Broncho Billy' Anderson (1910)
- The Mistaken Bandit, regia di Gilbert M. 'Broncho Billy' Anderson (1910)
- The Bad Man and the Preacher, regia di Gilbert M. 'Broncho Billy' Anderson (1910)
- The Cowboy's Sweetheart, regia di Gilbert M. 'Broncho Billy' Anderson (1910)
- The Cowpuncher's Ward, regia di Gilbert M. 'Broncho Billy' Anderson (1910)
- The Little Doctor of the Foothills, regia di Gilbert M. 'Broncho Billy' Anderson (1910)
- Away Out West, regia di Gilbert M. 'Broncho Billy' Anderson (1910)
- The Ranchman's Feud, regia di Gilbert M. 'Broncho Billy' Anderson (1910)
- The Forest Ranger, regia di Gilbert M. 'Broncho Billy' Anderson (1910)
- The Bad Man's Last Deed, regia di Gilbert M. 'Broncho Billy' Anderson (1910)
- Under Western Skies, regia di Gilbert M. 'Broncho Billy' Anderson (1910)
- The Count That Counted, regia di Gilbert M. 'Broncho Billy' Anderson (1910)
- The Dumb Half Breed's Defense, regia di Gilbert M. 'Broncho Billy' Anderson (1910)
- The Dumb Half Breed's Defense, regia di Gilbert M. 'Broncho Billy' Anderson (1910)
- Take Me Out to the Ball Game, regia di Gilbert M. 'Broncho Billy' Anderson (1910)
- The Deputy's Love, regia di Gilbert M. 'Broncho Billy' Anderson (1910)
- He Met the Champion, regia di Gilbert M. 'Broncho Billy' Anderson (1910)
- The Pony Express Rider, regia di Gilbert M. 'Broncho Billy' Anderson (1910)
- A Flirty Affliction, regia di Gilbert M. 'Broncho Billy' Anderson (1910)
- A Close Shave, regia di Gilbert M. 'Broncho Billy' Anderson (1910)
- Pals of the Range, regia di Gilbert M. 'Broncho Billy' Anderson (1910)
- The Silent Message, regia di Gilbert M. 'Broncho Billy' Anderson (1910)
- The Masquerade Cop, regia di Gilbert M. 'Broncho Billy' Anderson (1910)
- Hank and Lank: As Sandwich Men, regia di Gilbert M. 'Broncho Billy' Anderson (1910)
- Circle C Ranch's Wedding Present, regia di Gilbert M. 'Broncho Billy' Anderson (1910)
- A Cowboy's Vindication, regia di Gilbert M. 'Broncho Billy' Anderson (1910)
- The Dude (1911)
- The Count and the Cowboys, regia di Gilbert M. 'Broncho Billy' Anderson (1911)
- The Faithful Indian, regia di Gilbert M. 'Broncho Billy' Anderson (1911)
- Across the Plains, regia di Gilbert M. 'Broncho Billy' Anderson e Thomas H. Ince (1911)
- The Sheriff's Chum, regia di Gilbert M. 'Broncho Billy' Anderson (1911)
- The Indian Maiden's Lesson, regia di Gilbert M. 'Broncho Billy' Anderson (1911)
- The Puncher's New Love, regia di Gilbert M. 'Broncho Billy' Anderson (1911)
- Alkali Ike's Auto, regia di Gilbert M. 'Broncho Billy' Anderson (1911)
- The Lucky Card, regia di Gilbert M. 'Broncho Billy' Anderson (1911)
- The Infant at Snakeville, regia di Gilbert M. 'Broncho Billy' Anderson (1911)
- The Tribe's Penalty, regia di Gilbert M. 'Broncho Billy' Anderson (1911)
- The Corporation and the Ranch Girl, regia di Gilbert M. 'Broncho Billy' Anderson (1911)
- The Ranchman's Son, regia di Arthur Mackley (1911)
- Spike Shannon's Last Fight, regia di Gilbert M. 'Broncho Billy' Anderson (1911)
- A Western Redemption, regia di Gilbert M. 'Broncho Billy' Anderson (1911)
- An Eye for an Eye (1913)
- The Double Knot, regia di Raoul Walsh (1914)
- La seconda signora Roebuck (The Second Mrs. Roebuck), regia di John B. O'Brien (1914)
- A Rude Awakening (1915)
- The Legend Beautiful, regia di Thomas Ricketts – cortometraggio (1915)
- The Woman He Married (1915)
- The Little Mascot (1916)
- Bab's Diary, regia di J. Searle Dawley (1917)
- Wings of Pride, regia di B.A. Rolfe (1920)
- Bride 13, regia di Richard Stanton (1920)
- The Stealers, regia di Christy Cabanne (1920)
- Queens Up!, regia di Fred C. Newmeyer (1920)
- Annabelle Lee, regia di William J. Scully (1921)
- Thunder Island, regia di Norman Dawn (1921)
- Love's Penalty, regia di John Gilbert (1921)
- Why Girls Leave Home, regia di William Nigh (1921)
- Molly O', regia di F. Richard Jones (1921)
- A Daughter of the Law, regia di Jack Conway (1921)
- Bride's Play, regia di George Terwilliger (1922)
- The Black Bag, regia di Stuart Paton (1922)
- The Noon Whistle, regia di George Jeske (1923)
- The Soilers, regia di Ralph Ceder (1923)
- Postage Due, regia di George Jeske (1924)
- Zeb vs. Paprika, regia di Ralph Ceder (1924)
- Brothers Under the Chin, regia di Ralph Ceder (1924)
- Wide Open Spaces, regia di George Jeske (1924)
- Il cavallo d'acciaio (The Iron Horse), regia di (non accreditato) John Ford (1925)
- Big Red Riding Hood, regia di Leo McCarey (1925)
- Reckless Courage, regia di Tom Gibson (1925)
- The Galloping Jinx, regia di Robert Eddy (1925)
- The Desert Demon, regia di Richard Thorpe  (1925)
- Once in a Lifetime, regia di Duke Worne (1925)
- Action Galore, regia di Robert Eddy (1925)
- A Streak of Luck, regia di Richard Thorpe (1925)
- Una bella serata o Il loro momento magico (Their Purple Moment), regia di James Parrott e (non accreditato) Fred Guiol (1928)
- Noisy Noises, regia di Robert F. McGowan (1929)
- Cat, Dog & Co., regia di Robert A. McGowan (1929)
- Saturday's Lesson, regia di Robert F. McGowan (1929)
- The Vigilantes Are Coming, regia di Ray Taylor e Mack V. Wright (1936)

### Regista
- Life on the Circle Ranch in California (1912)
- Imar the Servitor
- The Getaway (1914)
- The Body in the Trunk – cortometraggio (1914)
- The Different Man (1914)
- The Miniature Portrait (1914)
- Life's Lottery (1914)
- The Angel of Contention (1914)
- Lest We Forget (1914)
- The Mystery of the Hindu Image
- La seconda signora Roebuck (The Second Mrs. Roebuck) (1914)
- La redenzione di Sierra Jim (Sierra Jim's Reformation) (1914)
- La sentenza finale (The Final Verdict) (1914)
- Back to the Kitchen (1914)
- For Her Father's Sins (1914)
- A Mother's Influence (1914)
- The Tear That Burned (1914)
- The Folly of Anne (1914)
- The Old Maid (1914)
- The Old Fisherman's Story (1914)
- What Might Have Been (1915)
- An Obstinate Sheriff (1915)
- The Outcast (1915)
- Captain Macklin (1915)
- Her Shattered Idol (1915)
- Big Jim's Heart (1915)
- The Foundling, co-regia di Allan Dwan (1915)
- La trovatella (The Foundling) (1916)
- The Flying Torpedo, co-regia di Christy Cabanne (1916)
- Hulda from Holland (1916)
- Vanity  (1916)
- The Eternal Grind (1916)
- Destiny's Toy (1916)
- The Big Sister (1916)
- Mary Lawson's Secret (1917)
- Souls Triumphant (1917)
- Maternity (1917)
- Reputation (1917)
- The Unforseen (1917)
- Daughter of Maryland (1917)
- Her Sister (1917)
- The Buffalo Bill Show (1917)
- Queen X (1917)
- The Girl and the Judge (1918)
- The Street of Seven Stars (1918)
- The Inn of the Blue Moon (1918)
- The Bishop's Emeralds  (1919)
- Impossible Catherine (1919)
- The Family Closet (1921)
- Father Tom (1921)
- Lonely Heart (1921)
- Those Who Dare (1924)
- The Handicap (1925)
- The Outlaw's Daughter (1925)
- Daring Days (1925)
- Montana of the Range (1926)
- Queen of the Hills (1926)
- Mountain Molly O' (1926)
- Outlaw Love (1926)
- The Little Warrior (1926)
- Jim Hood's Ghost (1926)

### Sceneggiatore
- An Obstinate Sheriff, regia di J.B. O'Brien (1915)
- Destiny's Toy, regia di John B. O'Brien - sceneggiatore (1916)
- The Handicap, regia di John B. O'Brien (1925)

### Varie
- Father Tom, regia di John B. O'Brien - produttore (1921)
- The Spirit of Notre Dame, regia di Russell Mack - sé stesso (1931)
- Our Nixon - musica (2013)